# Choreutis pariana
Choreutis pariana là một loài bướm đêm thuộc họ Choreutidae. Nó là loài bản địa của Eurasia. Nó được du nhập vào New England năm 1917 và thường được sưu tập ở khu vực nông nghiệp ở Bắc Mỹ nơi nó được tìm thấy dọc theo bờ biển tây Hoa Kỳ và British Columbia, Ontario, New Brunswick, Nova Scotia, đảo Prince Edward và Newfoundland và Labrador.
Sải cánh dài 11–15 mm. 
Ở Canada, con trưởng thành xuất hiện từ cuối tháng 7 to cuối tháng 10. Có hai lứa trưởng thành một năm ở Tây Âu, con trưởng thành bay vào tháng 7 và một lần nữa vào tháng 9, khi qua mùa đông và có thể xuất hiện một lần nữa vào đầu xuân.
Ấu trùng ăn Malus pumila, Crataegus, Betula papyrifera, Salix, Prunus, Sorbus, Fraxinus, Rosa và Alnus.

## Hình ảnh

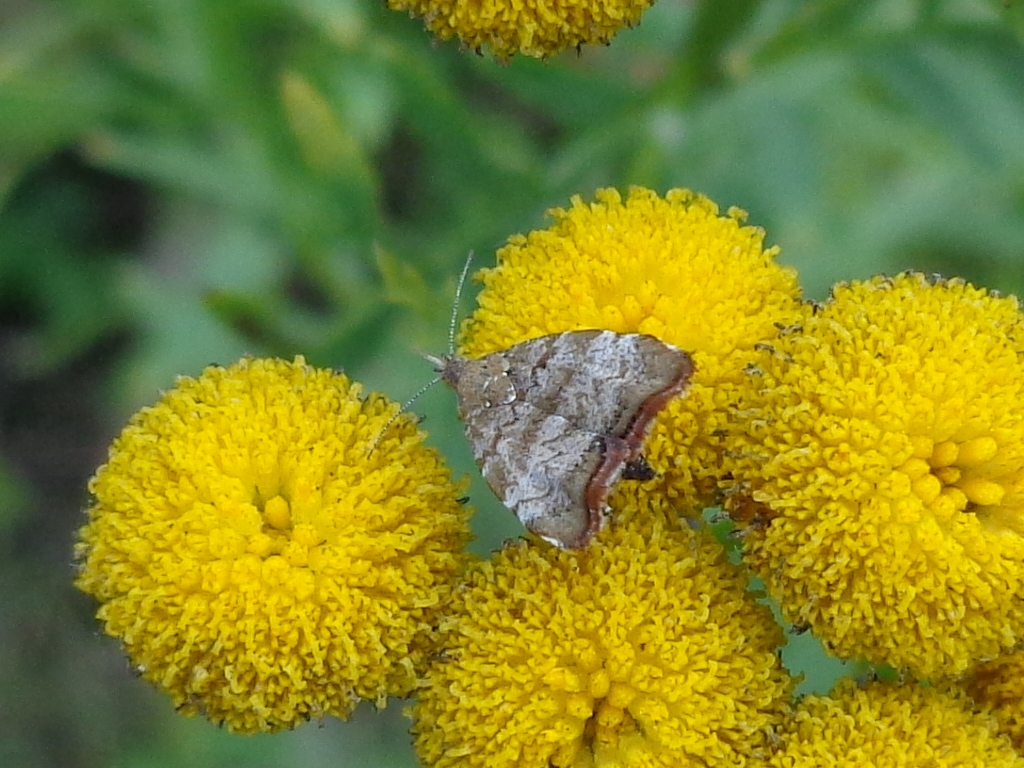